# Bistra (gmina Vrhnika)
Bistra – wieś w Słowenii, w gminie Vrhnika. W 2018 roku liczyła 43 mieszkańców.